# Hutt Lagoon
Hutt Lagoon är en lagun i Australien. Den ligger i delstaten Western Australia, omkring 450 kilometer norr om delstatshuvudstaden Perth. Hutt Lagoon ligger 2 meter över havet. Arean är 23,3 kvadratkilometer. Den sträcker sig 10,3 kilometer i nord-sydlig riktning, och 9,2 kilometer i öst-västlig riktning.
Trakten runt Hutt Lagoon består till största delen av jordbruksmark. Trakten runt Hutt Lagoon är nära nog obefolkad, med mindre än två invånare per kvadratkilometer. Stäppklimat råder i trakten. Genomsnittlig årsnederbörd är 318 millimeter. Den regnigaste månaden är juni, med i genomsnitt 69 mm nederbörd, och den torraste är februari, med 5 mm nederbörd.